# Light on Yoga
Light on Yoga (engelska för "upplysning om yoga") är en bok om hathayoga som skrevs av 1966 B.K.S. Iyengar och främst behandlar asana (yogaställningar) och pranayama (andningstekniker). Boken anses vara ett av yogalitteraturens viktigaste referensverk, är översatt till 17 språk och har kallats "yogabibeln". Light on Yoga är tillägnad B.K.S. Iyengars guru Sri Tirumalai Krishnamacharya.

## Bokens tre delar
1. Bokens första del är en introduktion som besvarar frågan "Vad är yoga?".
2. Andra delen beskriver noggrant i text och bild hur olika asana bör utföras och även hur nybörjare kan göra förberedande övningar för att till slut uppleva poserna till fullo. Även bandha (kroppslås) är beskrivna.
3. Bokens tredje del utgörs av detaljerade beskrivningar av pranayama.